# Amstrad
A Amstrad foi uma empresa com sede em Essex, Inglaterra, Reino Unido fabricante de eletrônicos, o nome é uma aglutinação de Alan Michael Sugar Trading.

## História

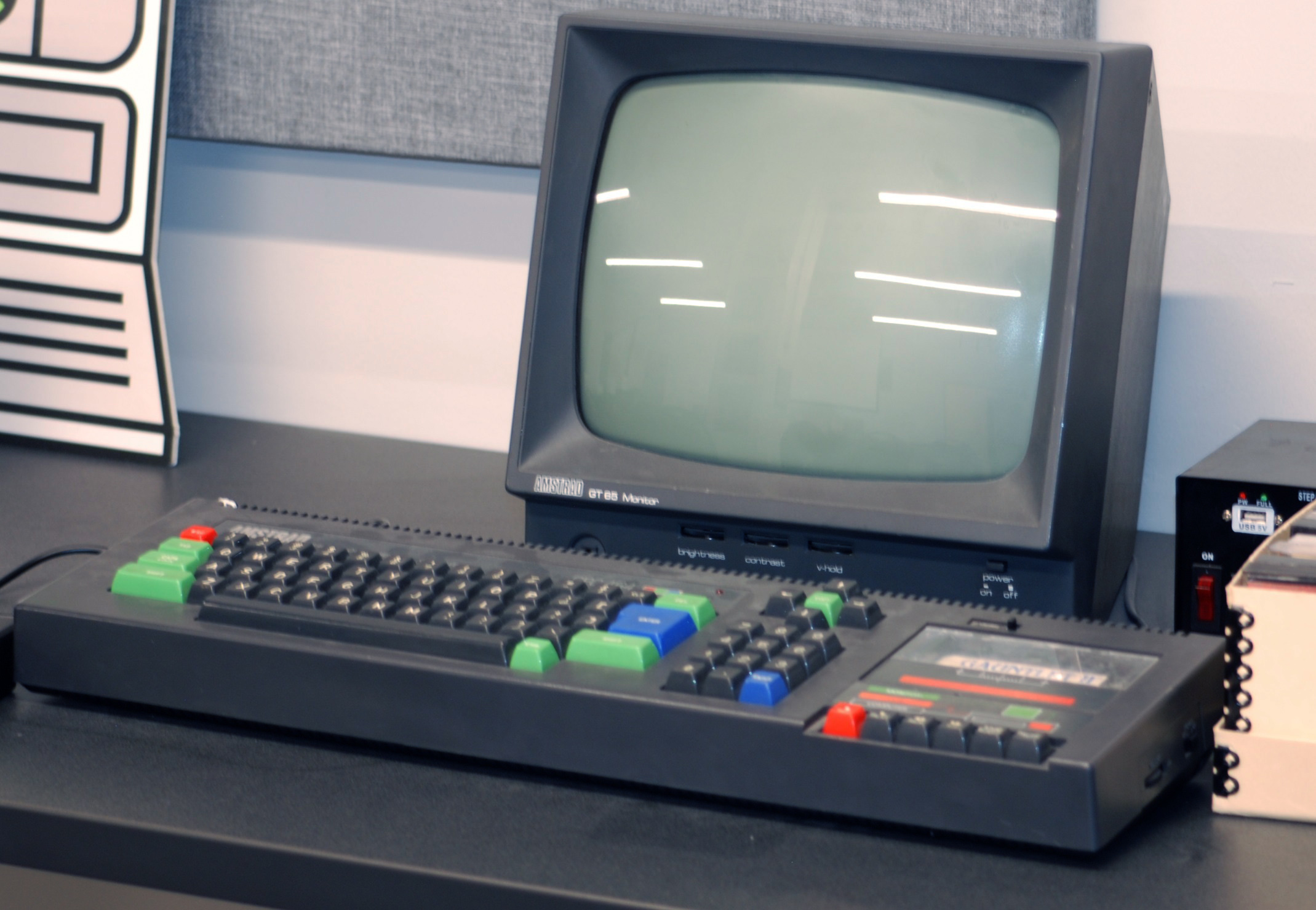
Amstrad CPC 464 de 1984.

A empresa foi fundada por Alan Sugar em 1968 como AMS Trading fabricando reprodutores de fita cassete, posteriormente vendendo também caixas de som, em 1984 lançou o seu primeiro computador, o Amstrad CPC.
Em 1986 comprou a fabricante de computadores concorrente  Sinclair Research, durante a década de 1980 chegou a ter 25% das vendas de computadores na Europa

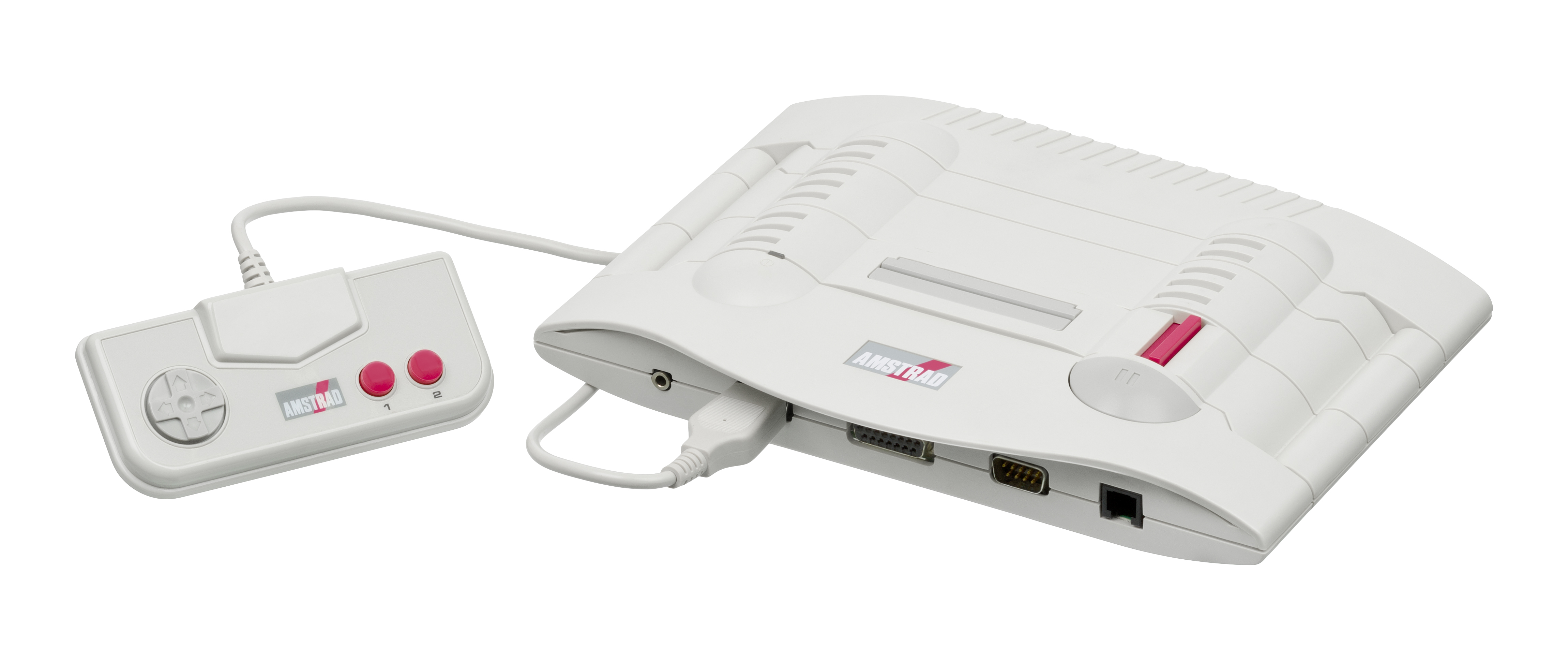
Amstrad GX4000 de 1991.

Em 1991 lançou o seu console de jogos eletrônicos Amstrad GX4000, em 1993 lançou em parceria com a Sega o Amstrad Mega PC, computador com o console Mega Drive embutido, no mesmo ano lançou o Amstrad PenPad, um PDA semelhante ao Apple Newton, devido as baixas vendas, começou a se focar no mercado de set-top-boxes no final da década de 1990, em 2010 foi totalmente incorporada à Sky UK.